# 堺市立旭中学校
堺市立旭中学校（さかいしりつ あさひちゅうがっこう）は、大阪府堺市堺区にある公立中学校。
堺市で11番目の中学校として、従来の堺市立陵西中学校の校区を一部分離する形で1954年に開校した。当初は「堺市立第十一中学校」の仮称で出発したが、生徒からの公募によって「堺市立旭中学校」の校名が採用された。
学校敷地は、旧浪速大学（大阪府立大学の前身校の一つ）教育学部跡地を転用している。

## 沿革
- 1954年4月1日 - 堺市立第十一中学校として、現在地に開校。
- 1954年12月7日 - 堺市立旭中学校に改称。
- 1967年3月1日 - 大阪府教育委員会・日本学校安全会より、学校安全優良校の表彰を受ける。
- 1977年4月1日 - 全市重度心身障害児学級を新設。
- 1992年4月1日 - 全市重度心身障害児学級を、堺市立百舌鳥養護学校分校として移管。

## 通学区域
- 堺市立神石小学校と堺市立大仙小学校の通学区域。

## 出身者
- 横山やすし - 漫才師
- 野中和夫 - 競艇選手・選手会会長
- 廣道純 - パラリンピック選手
- 加橋かつみ - 歌手
- 大東俊介 - 俳優・モデル
- 小林圭輔 - 漫才師

## 交通
- 南海バス工業学校前バス停
  - 南海高野線堺東駅前2番乗り場「中回り（工業学校前経由）」、9番乗り場のすべての行先、10番乗り場のすべての行先、11番乗り場のすべての行先で約5分。
  - 南海本線堺駅前（東口）2番乗り場「中回り（工業学校前経由）」で約15分。
- 南海バス大仙町バス停
  - 南海高野線堺東駅前2番乗り場「深井駅行き」「あみだ池行き」で約5分。
- JR阪和線百舌鳥駅から西へ約15分。